# ديريك بيل
ديريك بيل (بالإنجليزية: Derek Bell)‏ (30 أكتوبر 1956 في المملكة المتحدة - ) هو لاعب كرة قدم بريطاني في مركز الهجوم. لعب مع سكونثورب يونايتد وشيفيلد وينزداي ونادي بارنسلي ونادي تشيسترفيلد ونادي هاليفاكس تاون ولينكولن سيتي أف سي.